# Bencijon Michtom
Bencijon Michtom lub Bencje Michtom (ur. 1907, zm. 31 sierpnia 1941 w Ponarach) – polski malarz pochodzenia żydowskiego, członek wileńskiej grupy literacko-artystycznej Jung Wilne.

## Początki współpracy z Jung Wilne
Był jednym z pierwszych członków Jung Wilne, założonego przez jego szkolnych kolegów – literata Szymszona Kahana i poetę i dziennikarza Szlojme Belisa, jednocześnie był też pierwszym malarzem, który został członkiem grupy przyczyniając się do wyklarowania jej literacko-artystycznego kształtu. Jak podaje w Joanna Lisek w książce Jung Wilne – żydowska grupa artystyczna:

Michtom był pierwszym malarzem, który na stałe związał się z Jung Wilne, stając się jedną z pierwszoplanowych postaci grupy. To on tworzył jej wizerunek, projektując emblemat, okładki wydawanego w późniejszym okresie pisma, rysując portrety członków grupy. Mieszkanie, które udostępnił na spotkania, mieściło się na ulicy Straszuna 3 i składało się z jednego pokoju i korytarza, pełniącego funkcję kuchni, a zamieszkiwało je pięć osób (rodzice Benciego – bezrobotny ojciec, matka pracująca w piekarni, on oraz jego brat stolarz i siostra).

Swoje obrazy prezentował między innymi na głośnej wystawie Fun Szul-Hojf biz Glezer-gas (Od Dziedzińca Synagogi do ulicy Szklanej) w Sali Krengiela w Wilnie, w 1927 r. Kolejną wystawą zbiorową, w której wziął udział, była otwarta w maju 1929 r., wystawa obrazów, grafik, rzeźb i fotografii młodych żydowskich artystów Wilna. W wystawie wzięli udział: Borowski, Bunimowicz, Białogórski, Miłka Gecels, Dobryński, Horowic, Mosze Worobejczyk, Ber Zalkind, Chajkin, Janiłowicz, Laskow, Łaks, Epsztejn, Cwejgel, Kopeliowicz, Szer, Szwejergold, i Roznhojz. Następnie swoje prace prezentował na Stałej Wystawie Sztuki w Wilnie, w Bibliotece Syrnika, wraz z innymi członkami Jung Wilne – Rachelą Suckewer i Miłką Gecels w grudniu 1930 r. Jaki pisała o pracach Michtoma prasa:

Grafiki Michtoma „Strajk”, „Protesty”, „Nad Wołgą” (ilustracja) i „Wieczorna tęsknota” tchną udręką, cierpieniem, heroizmem i tęsknotą za wielkim światem, który jest jednak z gruntu zły. Obraz „Wieczorna tęsknota” tchnie taką subtelnością, ma w sobie tyle młodzieńczego rozmarzonego drżenia, że przenosi nas do innego, nastrojowego i wymyślonego świata.

## Majdim
W 1933 r., wraz z Aharonem Bastomskim i Jechielem Burginem (dyrektor) założył w Wilnie teatr Majdim – jeden z nielicznych w Polsce – artystycznych teatrów żydowskich o charakterze marionetkowym z repertuarem zarówno dla dzieci, jak i dorosłych. W teatrze Michtom odpowiadała za projektowanie kostiumów i lalek, wykonywanych następnie przez rzeźbiarza Bera Rabinowicza. Teatr cieszył się dużym uznaniem występując na terenie całej Polski w tym między innymi w Warszawie, Białymstoku, Grodnie, Łodzi, a także w okolicach Wilna.

## Pierwszy Almanach „Jung Wilne”
W połowie 1934 ukazuje się pierwszy numer Almanachu „Jung Wilne” z okładką projektu Bencijona Michtoma.

Grafiki Bencijona Michtoma nadały rocznikowi charakterystyczną oprawę plastyczną, stanowiąc dopełnienie zamieszczonych w nim utworów, a zaprojektowana przez niego okładka stała się jakby manifestem określającym tożsamość ideową grupy i niejako wypełniła brak sformułowanych programów. Wymowa zamieszczonego na obwolucie drzeworytu była klarowna. Na górze widniała nazwa grupy, z prawej strony – uliczka starego żydowskiego Wilna, z charakterystycznymi łukami łączącymi budynki po obu stronach, jeden z łuków wspiera się o mur fabryki z dymiącymi kominami, która znajduje się z lewej strony grafiki, a z tyłu widać wschodzące słońce – wielkie promieniste. Okładka jest graficznym symbolem nadziei na odnalezienie nowych dróg twórczych, mających łączyć nowoczesność z dorobkiem przeszłości, europejski modernizm z bogactwem żydowskiej tradycji kulturalnej.

W pierwszym numerze „Jung Wilne” obecny był także emblemat grupy, którym sygnowano wszystkie późniejsze wydawnictwa grupy autorstwa Michtoma przedstawiający:

obłupaną gdzieniegdzie z tynku arkadę nad wąską, wybrukowaną uliczką, a na łuku osadzone drzewo – symbol życia, odnowy i wzrostu. Emblemat ten można uznać za kwintesencję tożsamości grupy: nowoczesność czerpiąca życiodajne soki z bogactwa tradycji i zakorzeniona głęboko w imponującym dziedzictwie Jeruszalaim de Lite”.

W tym też numerze ukazało się kilka drzeworytów o radykalnej wymowie społecznej. W książce Portrait de groupe Rachel Ertel pisze o nich:

Jego ilustracje, takie jak np. „W domu”, „Na ulicy”, czy „Po latach pracy”, cechuje ekspresjonistyczny realizm. Artysta operuje ostrymi kontrastami czerni i bieli. Jego postaci są społecznie modelowe, nędzna rodzina – karmiąca matka, przygnębiony ojciec, który tuli drugie dziecko, świeca na stole rzucająca olbrzymi cień na ścianę potęgując wrażenie ciemności w pokoju, którego perspektywa została wyznaczona przez linię szczeliny pomiędzy deskami podłogowymi. Żebrak, niczym poszarzały cień, wsparty na lasce, z kapeluszem w ręce, wciśnięty między pręty ogrodzenia a cegły muru. Dwaj robotnicy idący ulicą, których nieproporcjonalnie wielkie dłonie są jednocześnie wyrazem siły i ubóstwa pobrudzone twarze ukryte pod daszkami kaszkietów; świat, którego zamknięty kształt podkreślają również cegły w tle i czworokątne kostki brukowe na ziemi.

## Rok 1935
W lutym 1935 r. zaprezentował swoje prace na Stałej Wystawie Sztuki w Wilnie, w budynku byłego banku przy ul. Szerokiej 36 wraz z Rachelą Suckewer i Rafaelem Chwolesem. Wystawa prac członków Jung Wilne zaowocowała ożywioną dyskusją w lokalnej prasie na temat nikłego zainteresowania przedsięwzięciami plastyków wileńskich i przyczynami tego zjawiska.
Także w lutym 1935 r. ukazał się drugi numer Almanachu „Jung Wilne” z okładką projektu Michtoma. W numerze znalazły się też portrety Elchanana Woglera i Mosze Lewina oraz drzeworyt Redukcje (Redukcja). O okładce Rachela Ertel w Portrait de groupe pisze:

Okładka drugiego numeru, wydanego ponownie mimo ingerencji cenzury, jest znacznie śmielsza. W duchu konstruktywizmu Michtom kreśli litery wzdłuż ukośnej, linii, która ciągnie się przez całą stronę, od prawego dolnego rogu do rogu lewego u góry. Wewnątrz tego łuku widać stylizowaną czysto geometryczną figurę zajmującą niemal całą pozostałą przestrzeń. Jest to ukośny zarys postaci przechylonej w lewo, z jednym ramieniem uniesionym. Drugie ramię to oddzielony trójkąt, prostokątna głowa odrzucona jest do tyłu, a ruch nogi zaznaczony linią prostopadłą do ukosu. U dołu strony, w granicach wyznaczonych łukiem wytyczonym przez korpus i nogę postaci pojawia się rząd budynków, przedstawiających w typowej dla kubizmu formie geometrycznych brył. Całą stronę okala czarna obwódka, rozjaśniona gdzieniegdzie szarymi plamami przywodzącymi namyśl uliczny bruk Wilna. Ten synkretyzm formy oraz połączenie treści nowych i przebrzmiałych widać na wszystkich winietach, których autorem jest Michtom, scalający tendencje ekspresjonistyczne, kubistyczne i niektóre elementy art. nouveau

Także w tym samym roku, w sierpniu, Michtom zaprezentował swoje prace na wystawie żydowskiej sztuki plastycznej zorganizowanej w związku ze Światowym Zjazdem JIWO w Wilnie. Na wystawie swoje prace prezentowało trzynastu artystów z Wilna, poza Michtomem byli to: R. Suckewer, L. Zameczek, M. Gloger, J. Kagans, J. Różański, J. Czarnocki, M. Prezman, W. Wolf, R. Chwoles, Sz. Efron, H. Gurewicz i E. Lebed. Na wystawie obecni byli między innymi tacy artyści jak Marc Chagall. Krytycy prezentowanym na wystawie portretom Michtoma zarzucili schematyczność i szablonowość.

## Rok 1936
Na początku stycznia 1936 ukazuje się trzeci numer Almanachu „Jung Wilne”. W przeciwieństwie do poprzednich numerów tym razem na okładce zabrakło ilustracji Michtoma zastąpionej tylko spisem zawartości pisma i nazwą grupy. Wewnątrz almanachu znalazła się ilustracja Michtoma „Noch jorn arbert” (Po latach pracy) oraz portrety artystów.
W tym samym roku zostaje opublikowany w ramach serii wydawniczej Jung Wilne, zbiór opowiadań Mosze Lewina – Friling in kelersztub (Wiosna w suterenie) z okładką i ilustracjami Michtoma.

## Rok 1937
W kwietniu 1937 została otwarta wystawa młodych wileńskich artystów malarzy w Pasażu Bunimowicza przy ul. Zawalnej 21. Spośród szesnastu młodych twórców prezentujących swoje prace, Jung Wilne reprezentowali Bencijon Michtom, Szejna Efron, Rafael Chwoles i Lejb Zameczek, poza tym na wystawie zobaczyć można było prace Gienia Grosmana, Hadasa Gurewicza, Wolfa Witala, Józefa Sztucera, Lili Klebanowej, Józefa Kagansa i Bera Rabinowicza. W recenzjach z wystawy Michtom chwalony był za wyrazistość swoich portretów.

## Rok 1939
Na początku 1939 ukazuje się w ramach serii wydawniczej Jung Wilne, drugi tomik Lejzera Wolfa – „Szwarce perl” (Czarne perły) nakładem wydawnictwa Literraisze Bleter w Warszawie, zawierający jego utwory z lat 1928–1937. Okładkę do tomiku zaprojektował Bencijon Michtom.

## II wojna światowa
Po agresji III Rzeszy i ZSRR na Polskę Michtom pozostał w Wilnie. Po zajęciu miasta przez sowietów włączył się w pomoc imigrantom żydowskim z terenów okupowanych przez Niemców.
Aresztowany w ramach tak zwanej wielkiej prowokacji, kiedy to Niemcy 31 sierpnia 1941 r., oskarżyli dwóch Żydów o próbę zamachu na żołnierza Wermachtu i wywieźli 8 tys. osób do miejsca masowych straceń w Ponarach pod Wilnem, tam też został tego samego dnia zamordowany.
Jego prace już pośmiertnie zostały zaprezentowane 25 lipca 1942 r. na szesnastym wieczorze artystycznym w getcie wileńskim przygotowanym przez Związek Literatów i Artystów, które w całości zostało poświęcone twórczości Jung Wilne. Zaprezentowano na nim także prace żyjącej jeszcze wówczas Racheli Suckewer. Spotkanie prowadzili Herman Kruk i członek Jung Wilne – literat Szmerke Kaczergiński.

## Dorobek
Prace Bencijona Michtoma znajdują się między innymi w zbiorach Muzeum Żydowskiego w Wilnie, w tym między innymi obrazy i grafiki Wiosenny krajobraz, Okno i słonecznik (1930), Podwórze dzielnicy żydowskiej w Wilnie (1930), Twarz żydowska, Szewc żydowski w suterenie (1930), Portret chłopca, Dwoje dzieci na ulicy miasta (1932), Dwóch mężczyzn, Portret matki, Ubogie mieszkanie w suterenie czy Samson wyrywa kolumnę (1930).